# 西安音乐厅
西安音乐厅（Xi'an Concert Hall）是中国西安的一所音乐厅，是西安交响乐团的驻地，是陕西表演艺术中心的一部分，于2009年9月28日正式开幕。

## 建筑
西安音乐厅位于大雁塔旁，为唐朝建筑风格。音乐厅与旁边的陕西大剧院同属陕西表演艺术中心的一部分。
音乐厅包括1303座的交响大厅，和149座的室内/流行乐厅。声学设计由“塞宾奖”得主马歇尔完成。交响大厅装有德国约翰尼斯·克莱斯公司生产的管风琴。